# Telekom Deutschland

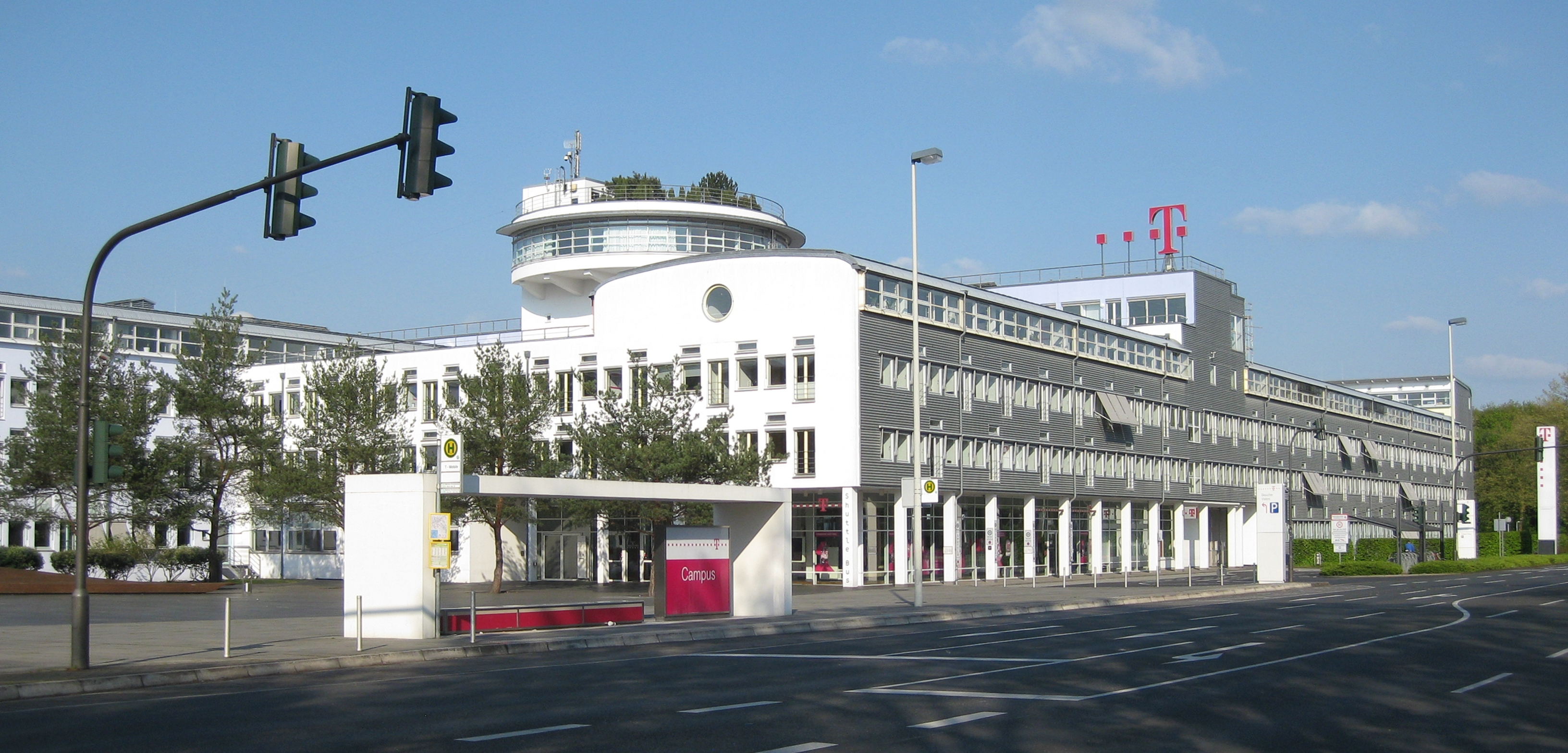
Telekom Campus in Bonn

Unternehmenslogo mit Claim

Die Telekom Deutschland GmbH (TDG) ist ein Tochterunternehmen der Deutschen Telekom AG. Der Sitz befindet sich in Bonn. 
Sie entstand am 1. April 2010 durch Eingliederung der Geschäftseinheit für Festnetz, T-Home, der Deutschen Telekom AG in die T-Mobile Deutschland GmbH und nachfolgender Umfirmierung.
Das Unternehmen hat mehr als 69 Millionen Mobilfunkkunden (Stand: Q1/2025) und ist neben Telefónica Germany, Vodafone und 1&1 einer von vier Mobilfunknetzbetreibern in Deutschland. Im Festnetzbereich stellt es in Deutschland 17 Millionen Anschlüsse zur Verfügung, wovon 15 Millionen Breitbandanschlüsse und knapp 13 Millionen Glasfaseranschlüsse sind (Stand Ende 2023).

## Unternehmensgeschichte

### Mobilfunk

Ehemaliges Logo des Mobilfunkgeschäftes in Deutschland

Die Ursprünge für das Geschäft von T-Mobile liegen in den Autotelefonaktivitäten der Deutschen Bundespost, namentlich den sogenannten B- und C-Netzen, die noch bis 1994 bzw. 2000 in Betrieb waren.
Am 1. Juli 1992 nahm T-Mobile Deutschland als wirtschaftlich selbständiges Unternehmen mit 1200 Mitarbeitern unter dem Namen De.Te.Mobil Deutsche Telekom Mobilfunk GmbH das operative Geschäft auf. Zum Ende des nachfolgenden Jahres verzeichnete das Unternehmen 480.000 Kunden. Im März 1994 ging die erste Kurznachricht (Short Message Service, SMS) über das D1-Netz. Der Paging-Dienst Scall wurde eingeführt. 1995 wurde der Name in DeTeMobil Deutsche Telekom MobilNet GmbH (kurz: T-Mobil) geändert. 1996 wurde der Paging-Dienst Skyper eingeführt, 1997 die erste deutsche Prepaid-Karte. 1998 bekam T-Mobile von der Regulierungsbehörde für Telekommunikation und Post (RegTP) neben der 0171 die 0170 als zusätzliche Vorwahl zugeteilt.
Am 1. Januar 2000 bündelte die Deutsche Telekom ihre internationalen Mobilfunkaktivitäten in der T-Mobile International AG. Zu der neuen Holding gehörten zunächst neben T-Mobile in Deutschland noch die britische One2One (jetzt EE Limited), die österreichische max.mobil. (jetzt Magenta Telekom) sowie die Mehr- und Minderheitsbeteiligungen RadioMobil (jetzt T-Mobile Czech Republic), T-Mobile Polska (Polen) und MTS (Russland). Die Vorwahlen 0160, 0175, 0151 wurden eingeführt. Im August ersteigerte T-Mobile eine UMTS-Lizenz mit drei Frequenzblöcken. Im Juni führt T-Mobile als weltweit erster Betreiber den technischen Netzstart des Datenübertragungsstandards GPRS (General Packet Radio Service) durch. Das analoge C-Tel-Netz wurde abgeschaltet. Die Funkrufdienste Scall, Skyper und Cityruf wurden an die Berliner e*Message W.I.S. Deutschland GmbH (e*Message) verkauft und von dieser weiter betrieben.
Im Februar 2002 wurde die DeTeMobil Deutsche TelekomMobilNet GmbH in T-Mobile Deutschland GmbH umbenannt. Im Juli startete T-Mobile den Multimedia Messaging Service (MMS). 2004 schaltete T-Mobile als zweiter deutscher Mobilfunkanbieter sein UMTS-Netz für alle Kunden frei. Im September 2004 zeigte T-Mobile auf der Jugendmesse YOU 2004 als erster deutscher Netzbetreiber das Push-to-talk-Feature. Im November 2005 erhielt T-Mobile Rufnummern im Vorwahlbereich 01515.
Am 19. Juni 2007 schaltet T-Mobile in wichtigen Anschlussbereichen die dritte Ausbaustufe von HSDPA, die nun Geschwindigkeiten von 7,2 MBit/s ermöglichen sollte. Gleichzeitig startete der Betrieb von HSUPA und bot neben erheblich verbesserten Ping-Zeiten auch einen Upload von maximal 1,4 MBit/s. Ab 2008 wurden Rufnummern in den Vorwahlbereichen 01512 und 01514 vergeben. Des Weiteren wurde die gesamte EDGE-Netzinfrastruktur auf eine mögliche Bandbreite von bis zu 260 kbit/s aufgerüstet. Im Oktober zeigt T-Mobile das weltweit erste LTE Handover.
Am 1. April 2010 war der offizielle Marktstart der Telekom Deutschland GmbH. Die T-Mobile Deutschland GmbH wurde zusammen mit ihrer Schwester T-Home in diesem Unternehmen verschmolzen.
Am 20. Mai 2010 beteiligte sich die Telekom in Mainz erfolgreich an der bislang größten deutschen Frequenzversteigerung. Zum 1. Dezember testeten Pilotkunden in Brandenburg und Baden-Württemberg LTE. Am 5. April 2011 startete LTE im Tarif Call & Surf Comfort via Funk. Der Tarif ist als DSL-Ersatz für unterversorgte Gebiete gedacht. Seit dem 1. Juni war Köln damals der erste Ballungsraum, in dem die Telekom mit LTE (1800 MHz) die bislang schnellste mobile Datenverbindung ermöglichte. Am 2. November führte das Unternehmen HD Voice im UMTS-Netz ein.
Am 30. August 2012 wurde die Partnerschaft mit dem Musikstreaming-Service Spotify bekanntgegeben. Seit Oktober bietet der Konzern einen Tarif (Special Complete Mobil Music) an, der die Spotify-Premium-Option bereits inklusive hat. Anfang Dezember folgte die Zubuchoption für Festnetz- und Mobilfunkkunden. Die Online-Nutzung des Spotify Streaming-Dienstes wird nicht gegen das im Tarif enthaltene Datenvolumen angerechnet und nach dem Verbrauch des monatlichen Datenvolumens wurde Spotify von der Drosselung des Internetverkehrs ausgenommen. Ab dem 28. April 2016 wird Spotify nach dem Verbrauch des monatlichen Datenvolumens nicht mehr von der Drosselung des Internetverkehrs ausgenommen. Seit dem 2. August 2016 wird der Spotify-Tarif für Neukunden nur noch ohne die Ausnahme von Spotify vom monatlichen Datenvolumen angeboten.
Am 15. April 2013 gab das Unternehmen bekannt, zum 22. Mai 2013 das bisherige Complete-Mobil-Tarif-Portfolio durch die neuen Complete-Comfort-Tarife zu ersetzen.
Am 17. Juni 2014 teilte das Unternehmen in einer Pressemitteilung mit, LTE-Roaming in sechs europäischen Ländern (Belgien, Frankreich, Italien, Norwegen, Polen und Spanien) ohne Aufpreis anzubieten. In Kürze sollen auch Großbritannien und weitere Länder folgen.
Zur IFA 2014 stellte das Unternehmen die Magenta-Mobil-Tarife vor, die die Complete-Comfort- und Complete-Premium-Tarife ersetzen.
Mitte November erhöhte das Unternehmen die Geschwindigkeit im LTE-Netz mittels Bündelung (auch genannt Carrier Aggregation) von 1800 MHz und 2600 MHz Spektrum auf 300 MBit/s.

### Festnetz
Am 1. Juni 2006 gab der BGH die Verschmelzung der T-Online International AG mit der Deutsche Telekom AG frei. Die Verschmelzung wurde am 6. Juni 2006 mit dem Eintrag ins Handelsregister endgültig vollzogen. Damit wurden alle bisherigen geschäftlichen Aktivitäten von T-Com und T-Online unter der Marke T-Com zusammengelegt. T-Online wurde zu einer selbstständigen Geschäftseinheit von T-Com.
Bei der Präsentation der neuen Unternehmensstrategie der Deutschen Telekom AG am 1. März 2007 verkündete Konzernchef René Obermann, dass ab Sommer 2007 zur besseren Orientierung der Privatkunden in Deutschland der Markenauftritt radikal vereinfacht werden soll: T-Home soll für alle Telekommunikationsangebote der Deutschen Telekom stehen, die zu Hause genutzt werden. T-Home wurde mit einer Werbekampagne ab 19. Mai 2007 eingeführt und die Vermarktung von Festnetztelefonie, Internet und IPTV-Produkten erfolgt seither unter dieser Marke.
Die Kundenkommunikation bei Rechnungsstellungen erfolgt bis einschließlich März 2008 unter dem Briefkopf T-Com. Seit April 2008 wird das einfache Telekom-Logo (Magenta-T mit den Digits) ohne weitere Markenbezeichnungen auf den Rechnungsbriefköpfen verwendet. In den Absenderangaben verschwand T-Com bereits im März 2008.

#### Tätigkeitsfelder
Bis zur Verschmelzung mit T-Online stellte T-Com das klassische Geschäftsfeld der Deutschen Telekom AG dar, das diese nach der Postreform von ihrem Rechtsvorgänger, der Deutschen Bundespost übernommen hat. Die Festnetzsparte ist der Bereich, der im Laufe der letzten Jahre die größten Gewinne erwirtschaftete und so den Aufbau der neuen Geschäftsbereiche Mobilfunk, Online und Geschäfts- und Systemkunden ermöglichte. Die T-Com hatte zuletzt 39 Millionen Telefonanschlüsse vermarktet, davon 33 Millionen in Deutschland, was T-Com dort zum Quasi-Monopolisten machte.
Die T-Com betreibt in Deutschland zwei Leitungsnetze: Zum einen das digitale T-Net, auch bekannt als das klassische leitungsvermittelte Telefonnetz in Deutschland und zum zweiten das Hochleistungs-Glasfasernetz (Backbone) zwischen 74 Standorten in Deutschland und einigen weiteren im Ausland, das der Übertragung von Internet-Datenverkehr dient. Derzeit baut T-Com eine NGN-O Plattform (Next Generation Network Overlay) auf, mit der übergangsweise die Funktionen dieser beiden getrennten Netze verbunden werden. Die NGN-Overlay-Plattform sorgt dabei für einen Übergang zwischen dem Internet und dem herkömmlichen Telefonnetz (Click to dial).
Im südöstlichen Mitteleuropa tritt die T-Com im Fall der ungarischen Magyar Telekom, der Slovak Telekom und der kroatischen T-Hrvatski Telekom wie in Deutschland als etablierter Netzbetreiber auf. Eine Sonderstellung nimmt Bosnien-Herzegowina ein, wo die Deutsche Telekom AG den Auftrag erhalten hat, das durch den Bürgerkrieg zerstörte Telefonnetz wieder aufzubauen.
Bei ihren ehemaligen Auslandsbeteiligungen in Westeuropa war sie dagegen als Wettbewerber ohne eigene letzte Meile auf den Märkten präsent, der die Vorleistungen der dortigen etablierten Anbieter für den Anschluss der Kunden in Anspruch nahm. Nachdem bereits die Verbindungsnetzbetreiber-Aktivitäten in Österreich vor längerer Zeit eingestellt waren, wurden im Frühjahr 2007 auch die Internet-Tochtergesellschaften Club Internet in Frankreich (an Neuf Cegetel) und ya.com in Spanien sowie Terravista in Portugal an France Telecom verkauft, weil dort trotz Aufbau eigener ADSL2+-Anschlussnetze kein ausreichender Breitband-Marktanteil erreicht werden konnte. Diese Auslandsbeteiligungen wurden vor der Re-Integration in die T-Com von der T-Online AG gehalten.
Zu den weiteren geschäftlichen Aktivitäten von T-Com gehören u. a. der Betrieb der inzwischen in eine GmbH ausgegliederten Telekom Shops (vormals T-Punkt), in denen sie ihre eigenen Produkte und Dienstleistungen sowie die der anderen DTAG-Geschäftsbereiche an Endkunden verkauft und die Herausgabe von Telefonbüchern über ihre Tochter DeTeMedien.
Die Telekom Deutschland GmbH kündigte im November 2018 an, über ihr Tochterunternehmen Comfort Charge eine Ladeinfrastruktur für Elektroautos aufzubauen. Hierzu würde sie Fördermittel vom Bund erhalten. Die ersten Tarifmodelle waren jedoch für die Zielgruppe unattraktiv.
Als weiters Tochterunternehmen wurde Telekom Ladestrom im Dezember 2018 gegründet. Telekom Ladestrom kooperiert mit bereits vorhandenen Betreibern von Ladestationen. Die Ladekarte, die zusammen mit einer App für den Ladevorgang und die Abrechnung benötigt werden, sind online bestellbar. Mit dem in der Ladekarte enthaltenen RFID-Chip lassen sich Ladestationen für Elektroautos freischalten. In der Einführungsphase bis Ende März 2019 kostet jede Minute Ladezeit an den bevorzugten Ladestationen 2 Cent. Der Ladestrom lässt sich aber auch an einer Reihe sonstiger Ladestationen beziehen – allerdings zu unattraktiven Preisen. Am 1. und 2. April ist das Laden an den bevorzugten Ladestationen kostenlos. Am 3. April 2019 wird Telekom Ladestrom in GET CHARGE umbenannt. Das Aufladen von Elektroautos wird dann nicht mehr nach Ladezeit, sondern nach der Menge der bezogenen Energie in kWh abgerechnet.

#### Markengeschichte T-Home
Ursprünglich vermarktete die Deutsche Telekom unter der Marke T-Home ab 2006 eine Variante ihres Breitband-Internetanschlusses T-DSL, mit dem man zusätzlich Fernsehprogramme in voller Auflösung auf seinem Computer oder Fernsehen anschauen konnte, und das damit als vierter Verbreitungsweg in Konkurrenz zu den drei klassischen Empfangsmöglichkeiten Terrestrik, Kabel und Satellit treten sollte. (Die Kabelgesellschaften hatten umgekehrt kurz zuvor begonnen, Telefon- und Internetanschlüsse anzubieten.) Dieser Dienst wird von der Deutschen Telekom weiterhin angeboten (unter dem Namen Telekom Entertain).
Die Verwendung der Marke T-Home hat sich aber ab dem 19. Mai 2007 grundlegend verändert: Seitdem werden alle festnetzbezogenen Dienste der Telekom (Festnetztelefon (analog und ISDN), Internet, DSL und IPTV) unter der Dachmarke T-Home zusammengefasst; die bisherige Dachmarke T-Com wurde in Deutschland aufgegeben, wird aber in zahlreichen anderen Ländern (Kroatien, Montenegro, Slowakei) bis heute verwendet. Lediglich in Mazedonien und seit Ende 2008 in Ungarn hat man ebenfalls auf T-Home umgestellt.
T-Home wurde als Name gewählt, um es in deutlicheren Kontrast zu den unter T-Mobile zusammengefassten mobilen Diensten (Mobilfunk, Hot Spots) zu setzen.
Unter dem ehemaligen Telekom-Vorstandsvorsitzenden Kai-Uwe Ricke hatte T-Com erst vor wenigen Jahren die ursprüngliche Marke T-Net abgelöst, die noch aus der Zeit des ersten Telekom-Vorstandsvorsitzenden Ron Sommer stammte. Damit hat – abgesehen von den beiden Interimsvorständen Helmut Ricke und Helmut Sihler – bislang jeder Vorstandsvorsitzende der Deutschen Telekom das Festnetzgeschäft umbenannt.

## Tochtergesellschaften

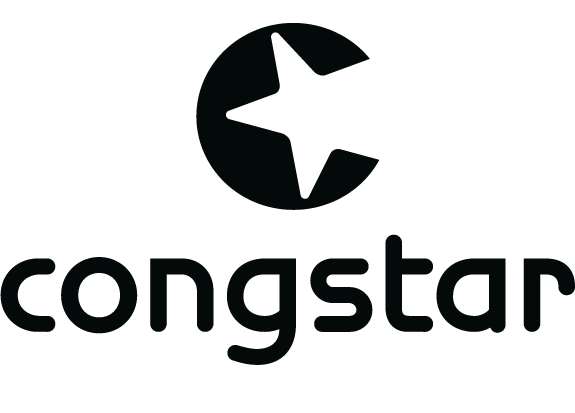

Die Telekom Deutschland besitzt diverse Tochtergesellschaften, wobei sie selber dabei als Holding agiert.

### Congstar GmbH
Die congstar GmbH bietet unter dem gleichnamigen Markennamen congstar Mobilfunk- und Internet-Tarife an. Seit dem 1. April 2019 ist die Telekom der direkte Vertragspartner aller Congstar-Kunden.

### Deutsche Telekom Service GmbH
Die Deutsche Telekom Service GmbH (DT-Service) erbringt Kundenservicedienstleistungen und Vertriebsleistungen für Privat- und Geschäftskunden des Konzerns Deutsche Telekom. Zudem ist sie zuständig für die Gestaltung und Erbringung von Kundendienst- und Serviceleistungen für Kunden des Konzerns Deutsche Telekom und Dritten sowie den Vertrieb von Produkten und Services im Rahmen des Servicegeschäftes. Zudem ist die DT-Service GmbH zuständig für die Bearbeitung von Beschwerden. Den Vorsitz der Geschäftsführung hat Steffen Schlaberg. Der Sitz des Unternehmens liegt in Bonn in der Friedrich-Ebert-Allee 71–77.

### Deutsche Telekom Außendienst GmbH
Die Deutsche Telekom Außendienst GmbH (DT-Außendienst) erbringt Serviceleistungen für Privat- und Geschäftskunden des Konzerns Deutsche Telekom und Dritten im Außendienst.

### Deutsche Telekom Technik GmbH
Die Deutsche Telekom Technik GmbH (DT-Technik), bis 2012 Deutsche Telekom Netzproduktion GmbH, ist zuständig für die Technikeinführung, das Planen, Bauen und Betreiben von Einrichtungen und Systemen der technischen (kritischen) Infrastruktur innerhalb Deutschlands, für die Telekom Deutschland GmbH. Zudem ist die DT-Technik für Entstörungen an der technischen Infrastruktur zuständig. Auch Notfallmaßnahmen werden durch die DT-Technik vollzogen. Auch ist diese dafür zuständig, Auskunft über die Lage von technischen Einrichtungen an andere Behörden oder Tiefbaufirmen zu erteilen. Der Sitz des Unternehmens liegt in Bonn im Landgrabenweg 151 und im Bonner Talweg 100.

### Deutsche Telekom Individual Solutions & Products GmbH
Die Deutsche Telekom Regional Services and Solutions GmbH (RSS) ist zuständig für die Entwicklung und Realisierung von kunden- und branchenspezifischen Lösungen. Dazu gehören auch standardisierte Dienstleistungen auf dem Gebiet der Datenverarbeitung. Die RSS GmbH wurde mit Wirkung zum 1. Januar 2013 von der T-Systems zur Telekom Deutschland GmbH übertragen. Am 1. Juli 2017 wurde die DT RSS umfirmiert und unter dem Namen „Deutsche Telekom Individual Solutions & Products GmbH“ (DT ISP) umstrukturiert.

### Deutsche Telekom Privatkunden Vertrieb GmbH
Die bislang eigenständige Telekom Shop Vertriebsgesellschaft mbH (TSG), die E-Commerce und den indirekten Vertrieb innerhalb des Konzernes führte, wurde zum 1. Juli 2017 in die Gesellschaften Deutsche Telekom Privatkunden-Vertrieb GmbH für Privatkunden sowie Deutsche Telekom Geschäftskunden-Vertrieb GmbH für Geschäftskunden aufgesplittet und umfirmiert.

### Deutsche Telekom Security GmbH
Die Deutsche Telekom Security GmbH (DT-Security) erbringt für den gesamten Konzern Sicherheitsleistungen. Anfang 2017 in der T-Systems als Geschäftseinheit Telekom Security gegründet, ist diese seit dem 1. Juli 2020 als Deutsche Telekom Security GmbH (im Folgenden als Telekom Security bezeichnet) als eigenständige Gesellschaft unter dem Dach des Telekom-Konzerns. Mit einem Umsatz von über 250 Millionen Euro bei Cyber Security ist Telekom Security derzeit Marktführer in Deutschland und einer der europäischen Leader in Cyber Security.

## Tabelle der Mobilfunkfrequenzen in Benutzung durch die Telekom Deutschland
| Frequenzband | Technologie | Generation | Status        | Bandbreite   | Anmerkung | Anmerkung                                                                          |
| ------------ | ----------- | ---------- | ------------- | ------------ | --- | ---------------------------------------------------------------------------------- |
| 900 MHz      | GSM         | 2G         | In Betrieb    | 5 MHz 10 MHz | Früher als D-Netz bezeichnet; erstes GSM-Netz Deutschlands | Früher als D-Netz bezeichnet; erstes GSM-Netz Deutschlands                         |
| 1800 MHz     | GSM         | 2G         | Nicht genutzt | -            | Ehemalige E-Netz Frequenzen | Ehemalige E-Netz Frequenzen                                                        |
| 2100 MHz     | UMTS        | 3G         | Nicht genutzt | -            | Zugunsten von LTE/5G abgeschaltet | Zugunsten von LTE/5G abgeschaltet                                                  |
| 700 MHz      | LTE         | 4G         | Nicht genutzt | 10 MHz       | Zugunsten von 5G n28 genutzt. | Band 28                                                                            |
| 800 MHz      | LTE         | 4G         | In Betrieb    | 10 MHz       | Bis zu 75 MBit/s; Wegen hoher Reichweite vornehmlich auf dem Land ausgebaut; auch zur Deep Inhouse Versorgung in städtischen Bereichen, dort mittels Carrier Aggregation in Kombination mit LTE1800 und LTE2600 | Band 20                                                                            |
| 900 MHz      | LTE         | 4G         | In Betrieb    | 5 MHz 10 MHz | Bis zu 75 MBit/s. Mit Carrier Aggregation mit 800 MHz > 100 MBit/s möglich | Band 8                                                                             |
| 1500 MHz     | LTE         | 4G         | In Betrieb    | 20 MHz       | Zur Nutzung via Carrier Aggregation mit anderen Frequenzen, SDL (nur für zusätzlichen Downstream) | Band 32                                                                            |
| 1800 MHz     | LTE         | 4G         | In Betrieb    | 30 MHz       | Bis zu 600 MBit/s (4x4 MIMO 256QAM) | Band 3                                                                             |
| 2100 MHz     | LTE         | 4G         | In Betrieb    | 20 MHz       | DSS LTE / 5G, bis zu 200 Mbit/s | Band 1                                                                             |
| 2600 MHz     | LTE         | 4G         | In Betrieb    | 20 MHz       | Bis zu 300 MBit/s; In Ballungszentren ausgebaut zur Kapazitätssteigerung; wird mittels Carrier Aggregation in Kombination mit LTE1800 genutzt, um bis zu 600 Mbit/s im Downstream zu erreichen bei 4x4          | Band 7                                                                             |
| 5 GHz        | LTE LAA     | -          | Nicht genutzt | -            | Gemeinfreies Frequenzband kann zur Kapazitätssteigerung im LTE-Netz genutzt werden | Gemeinfreies Frequenzband kann zur Kapazitätssteigerung im LTE-Netz genutzt werden |
| 700 MHz      | NR          | 5G-NSA     | Im Ausbau     | 10 MHz       | Ehemalige Frequenzen von Funkmikrofonen und DVB-T (erste Generation). | Band n28                                                                           |
| 2100 MHz     | NR          | 5G-NSA     | In Betrieb    | 20 MHz       | DSS LTE / 5G | Band n1                                                                            |
| 3,6 GHz      | NR          | 5G-NSA     | Im Ausbau     | 90 MHz TDD   | 1 GBit/s | Band n78                                                                           |
| 2,4 GHz      | UMA         | -          | In Betrieb    | -            | WLAN wird genutzt, um Wi-Fi-Calling zu realisieren | WLAN wird genutzt, um Wi-Fi-Calling zu realisieren                                 |
| 5 GHz        | UMA         | -          | In Betrieb    | -            | WLAN wird genutzt, um Wi-Fi-Calling zu realisieren | WLAN wird genutzt, um Wi-Fi-Calling zu realisieren                                 |
| 2,4 GHz      | WLAN        | -          | In Betrieb    | -            | WLAN wird für die Telekom Hotspots genutzt | WLAN wird für die Telekom Hotspots genutzt                                         |
| 5 GHz        | WLAN        | -          | In Betrieb    | -            | WLAN wird für die Telekom Hotspots genutzt | WLAN wird für die Telekom Hotspots genutzt                                         |

## Kundenzahlen in Deutschland

### Mobilfunk
Mit dem Aufkommen des Mobilfunks in Deutschland stieg die Zahl der Mobilfunkkunden seit Anfang der 1990er Jahre schnell an. 1992 hatte die Telekom mit ca. 69.000 Kunden einen Marktanteil von ca. 38 %, 1994 mit 885.000 von über 50 %. Um die Jahrtausendwende überschritt die Zahl der Telekom-Mobilfunkkunden die 10 Millionen. Heute (Ende 2024) ist der Mobilfunkmarkt aufgeteilt zwischen Telekom Deutschland mit ca. 67 Millionen, Vodafone mit ca. 83 Millionen, Telefónica mit ca. 46 Millionen registrierten Benutzern und dem Neueinsteiger 1&1 mit ca. 3 Millionen aufgeteilt.

### DSL
Die fünf größten Anbieter im Breitbandmarkt halten zusammen einen Marktanteil von ca. 85 %. Davon hat Telekom Deutschland ca. 15 Millionen Kunden, Vodafone 10 Millionen, 1&1 4 Millionen und Telefónica/O2 ca. 2,4 Millionen.

## Clearingstelle Urheberrecht im Internet
Seit Februar 2021 ist die Telekom Mitglied bei der Clearingstelle Urheberrecht im Internet.

## Werbung und Sponsoring
Die Telekom Deutschland GmbH ist als Sponsor in Kultur und Sport aktiv, so zum Beispiel bei der Fußball-Europameisterschaft 2004 und der FIFA-Weltmeisterschaftsendrunde 2006 in Deutschland.
Von 1991 bis 2007 unterstützte die Telekom auch die Profi-Radsportmannschaft Team T-Mobile. Am 27. November 2007 gab der Vorstand der Deutschen Telekom AG allerdings bekannt, sich mit sofortiger Wirkung aus dem Radsport zurückzuziehen, um das Ansehen des Konzerns durch die Doping-Skandale des Jahres 2007 nicht weiter zu schädigen. Mit der Event-Reihe Telekom Extreme Playgrounds, die Action-Sports und Musik verbindet, vertieft die Telekom ihr Radsport-Engagement im BMX Bereich.
Mit den Telekom Streetgigs wurde eine kostenlose Konzertreihe ins Leben gerufen. Hierbei werden so genannte „Mobiltickets“ eingesetzt. Seit dem 16. Juli 2002 besteht eine offizielle Lernpartnerschaft zwischen der Telekom Deutschland und dem Carl-von-Ossietzky-Gymnasium (CvO) in Bonn.
Von 2006 bis 2009 war T-Home (zuerst noch unter dem alten Namen T-Com) offizieller Sponsor der 1. und 2. Fußball-Bundesliga, das T-Home-Logo war auf jedem Fußball-Trikot der Mannschaften aus beiden Ligen auf dem linken Ärmel zu sehen. Außerdem hätte die Deutsche Telekom gegen einen Aufpreis das Recht gehabt, den Markennamen „Bundesliga“ in „T-Home Bundesliga“ zu ändern, wie dies z. B. in Österreich der Fall ist („tipp3-Bundesliga powered by T-Mobile“). Auf dieses Recht wurde aber in Rücksprache mit der Deutschen Fußball Liga verzichtet.
Seit 2002 ist die Deutsche Telekom Haupt- und Trikotsponsor des FC Bayern München, welcher unter anderem für die Marken T-Home und LIGA total! wirbt. Am 18. und 19. Juli 2009 richtete die Deutsche Telekom erstmals ein Fußballturnier namens T-Home Cup (2010–2012 LIGA total!-Cup, heute Telekom-Cup) aus.
Von 2006 bis 2009 war und seit 2014 ist die Telekom Hauptsponsor des FC St. Pauli.

### 1&1 vs. Telekom
Seit September 2015 gibt es zwischen der Telekom Deutschland GmbH und 1&1 eine öffentliche Auseinandersetzung. Den Anfang hatte 1&1 in einem vergleichenden Werbespot gemacht: Bei einer Preisverleihung im Stil einer Oscar-Verleihung machte das Unternehmen den 1. Platz im „Besten Netz“ der Telekom streitig. In dem Spot bezog sich das Unternehmen auf das Testergebnis im DSL-Test des Magazins Connect. Die Reaktion der Telekom darauf war ebenfalls ein Werbespot, in dem sie auf einen schlechten Handyempfang beim Konkurrenten 1&1 anspielte. In dem Spot bezog sich die Telekom auch auf ein Testergebnis derselben Zeitschrift, allerdings auf das Ergebnis eines Mobilfunknetz-Tests. In diesem Test konnte sie schon viermal in Folge den 1. Platz belegen.

„Überraschungssieger 2015: Der rührige Anbieter aus Montabaur kauft zwar überwiegend Leitungen und Leistungen zu – aber davon offenbar die richtigen. So landet 1&1 auf Platz 1.“

## Kritik
Ab 2015 stellte die Telekom bei privaten analogen bzw. ISDN-Telefonanschlüssen auf IP-Telefonie um und sprach in einigen Fällen am Ende der Vertragslaufzeit eine Kündigung aus. Im Gegensatz zu den älteren Verfahren verfügt ein IP-basierter Telefonanschluss über keine eigene Stromversorgung, so dass bei einem Stromausfall in jedem Fall die Telefonleitung unterbrochen wird. Für Menschen, die ein Hausnotrufsystem nutzen, das über die Telefonleitung gespeist wird, kann sich dadurch ein gravierender Nachteil ergeben, da bei einer Unterbrechung der Stromversorgung in der Wohnung keine zusätzliche Ausfallsicherheit mehr besteht.